# Spojené státy americké na Letních olympijských hrách 1996
Spojené státy americké na Letních olympijských hrách v roce 1996 reprezentovalo 646 sportovců, z toho 271 žen a 375 mužů, ve 31 sportech.

## Medailisté
| Medaile | Jméno | Sport                   | Soutěž                                   |
| ------- | --- | ----------------------- | ---------------------------------------- |
| Zlato   | Justin Huish | Lukostřelba             | Muži                                     |
| Zlato   | Justin Huish Richard Johnson Rod White | Lukostřelba             | Družstvo mužů                            |
| Zlato   | Michael Johnson | Atletika                | Muži 200 m                               |
| Zlato   | Michael Johnson | Atletika                | Muži 400 m                               |
| Zlato   | Allen Johnson | Atletika                | Muži 110 m překážek                      |
| Zlato   | Derrick Adkins | Atletika                | Muži 400 m překážek                      |
| Zlato   | Alvin Harrison Anthuan Maybank Derek Mills Lamont Smith Jason Rouser (rozběh) | Atletika                | Muži štafeta 4 × 400 m                   |
| Zlato   | Charles Austin | Atletika                | Muži skok vysoký                         |
| Zlato   | Carl Lewis | Atletika                | Muži skok daleký                         |
| Zlato   | Kenny Harrison | Atletika                | Muži trojskok                            |
| Zlato   | Randy Barnes | Atletika                | Muži vrh koulí                           |
| Zlato   | Dan O'Brien | Atletika                | Muži desetiboj                           |
| Zlato   | Gail Deversová | Atletika                | Ženy 100 m                               |
| Zlato   | Gail Deversová Chryste Gaines Inger Millerová Gwen Torrenceová Carlette Guidry (rozběh) | Atletika                | Ženy štafeta 4 × 100 m                   |
| Zlato   | Kim Graham Maicel Malone Jearl Milesová Rochelle Stevens Linetta Wilson (rozběh) | Atletika                | Ženy štafeta 4 × 400 m                   |
| Zlato   | Mitch Richmond David Robinson John Stockton Shaquille O'Neal Gary Payton Scottie Pippen Karl Malone Reggie Miller Hakeem Olajuwon Charles Barkley Penny Hardaway Grant Hill                                                                             | Basketbal               | Turnaj mužů                              |
| Zlato   | Dawn Staley Katy Steding Sheryl Swoopes Katrina McClain Nikki McCray Carla McGhee Venus Lacy Lisa Leslieová Rebecca Lobo Jennifer Azzi Ruthie Bolton Teresa Edwards                                                                                     | Basketbal               | Turnaj žen                               |
| Zlato   | David Reid | Box                     | Muži lehkotěžká váha do 71 kg            |
| Zlato   | Shannon Millerová | Sportovní gymnastika    | Ženy kladina                             |
| Zlato   | Kerri Strug Shannon Millerová Dominique Dawes Jaycie Phelps Amanda Borden Amy Chow Dominique Moceanu | Sportovní gymnastika    | Družstvo žen                             |
| Zlato   | Kim Rhodeová | Sportovní střelba       | Ženy double trap                         |
| Zlato   | Staci Wilson Tiffany Roberts Briana Scurry Tisha Venturini Tiffeny Milbrett Carla Overbeck Cindy Parlow Mary Harvey Kristine Lilly Shannon MacMillan Julie Foudy Carin Gabarra Mia Hammová Michelle Akers Brandi Chastain Joy Fawcett                   | Fotbal                  | Turnaj žen                               |
| Zlato   | Shelly Stokes Dani Tyler Christa Williams Dot Richardson Julie Smith Michele Smith Dionna Harris Lori Harrigan Kim Maher Sheila Cornell-Douty Lisa Fernandezová Michele Granger Leah Amico-O'Brien, Laura Berg Gillian Boxx                             | Softball                | Turnaj žen                               |
| Zlato   | Jeff Rouse | Plavání                 | Muži 100 m znak                          |
| Zlato   | Brad Bridgewater | Plavání                 | Muži 200 m znak                          |
| Zlato   | Tom Dolan | Plavání                 | Muži 400 m polohový závod                |
| Zlato   | Brad Schumacher Josh Davis Gary Hall Jr. Jon Olsen David Fox (rozplavba) Scott Tucker (rozplavba) | Plavání                 | Muži štafeta 4 × 100 m volný způsob      |
| Zlato   | Brad Schumacher Ryan Berube Josh Davis Joe Hudepohl Jon Olsen (rozplavba) | Plavání                 | Muži štafeta 4 × 200 m volný způsob      |
| Zlato   | Jeff Rouse Gary Hall Jr. Mark Henderson Jeremy Linn Josh Davis (rozplavba) Kurt Grote (rozplavba) John Hargis (rozplavba) Tripp Schwenk (rozplavba) | Plavání                 | Muži štafeta 4 × 100 m polohový závod    |
| Zlato   | Amy Van Dyken | Plavání                 | Ženy 50 m volný způsob                   |
| Zlato   | Brooke Bennett | Plavání                 | Ženy 800 m volný způsob                  |
| Zlato   | Beth Botsford | Plavání                 | Ženy 100 m znak                          |
| Zlato   | Amy Van Dyken | Plavání                 | Ženy 100 m motýlek                       |
| Zlato   | Amy Van Dyken Catherine Fox Angel Martino Jenny Thompsonová Lisa Jacob (rozplavba) Melanie Valerio (rozplavba) | Plavání                 | Ženy štafeta 4 × 100 m volný způsob      |
| Zlato   | Amy Van Dyken Amanda Beard Beth Botsford Angel Martino Lisa Jacob (rozplavba) Annette Salmeen (rozplavba) Ashley Whitney (rozplavba) | Plavání                 | Ženy štafeta 4 × 100 m polohový závod    |
| Zlato   | Jenny Thompsonová Trina Jackson Sheila Taormina Cristina Teuscher Catherine Fox (rozplavba) Whitney Hedgepeth (rozplavba) Kristine Quance (rozplavba) Jenny Thompsonová (rozplavba)                                                                     | Plavání                 | Ženy štafeta 4 × 200 m volný způsob      |
| Zlato   | Margot Thien Nathalie Schneyder Heather Simmons-Carrasco Jill Sudduth Emily Lesueur Heather Pease Jill Savery Suzannah Bianco Tammy Cleland Becky Dyroen-Lancer                                                                                         | Synchronizované plavání | Družstvo žen                             |
| Zlato   | Andre Agassi | Tenis                   | Muži dvouhra                             |
| Zlato   | Lindsay Davenportová | Tenis                   | Ženy dvouhra                             |
| Zlato   | Gigi Fernándezová Mary Joe Fernandezová | Tenis                   | Ženy čtyřhra                             |
| Zlato   | Karch Kiraly Kent Steffes | Plážový volejbal        | Muži                                     |
| Zlato   | Kendall Cross | Zápas                   | Muži volný styl do 57 kg                 |
| Zlato   | Tom Brands | Zápas                   | Muži volný styl do 62 kg                 |
| Zlato   | Kurt Angle | Zápas                   | Muži volný styl do 100 kg                |
| Stříbro | Mark Crear | Atletika                | Muži 110 m překážek                      |
| Stříbro | Tim Harden Jon Drummond Dennis Mitchell Michael Marsh Tim Montgomery (rozběh) | Atletika                | Muži štafeta 4 × 100 m                   |
| Stříbro | John Godina | Atletika                | Muži vrh koulí                           |
| Stříbro | Lance Deal | Atletika                | Muži hod kladivem                        |
| Stříbro | Kim Battenová | Atletika                | Ženy 400 m překážek                      |
| Stříbro | Dana Chladeková | Kanoistika              | Ženy K1 slalom                           |
| Stříbro | Marty Nothstein | Cyklistika              | Muži 1000 m sprint                       |
| Stříbro | Erin Hartwell | Cyklistika              | Muži 1000 m s pevným startem             |
| Stříbro | Karen O'Connor Bruce Davidson Jill Henneberg David O'Connor | Jezdectví               | Jezdecká všestrannost – družstva         |
| Stříbro | Michael R. Matz Leslie Burr Anne Kursinski Peter Leone | Jezdectví               | Parkurové skákání – družstva             |
| Stříbro | Jair Lynch | Sportovní gymnastika    | Muži bradla                              |
| Stříbro | Amy Chow | Sportovní gymnastika    | Ženy bradla                              |
| Stříbro | Eric Mueller Tim Young Jason Gailes Brian Jamieson | Veslování               | Muži párová čtyřka                       |
| Stříbro | Karen Kraft Missy Schwen | Veslování               | Ženy dvojka bez kormidelníka             |
| Stříbro | Teresa Bell Lindsay Burns | Veslování               | Ženy dvojka bez kormidelníka lehkých vah |
| Stříbro | Josh Lakatos | Sportovní střelba       | Muži trap                                |
| Stříbro | Gary Hall Jr. | Plavání                 | Muži 50 m volný způsob                   |
| Stříbro | Gary Hall Jr. | Plavání                 | Muži 100 m volný způsob                  |
| Stříbro | Tripp Schwenk | Plavání                 | Muži 200 m znak                          |
| Stříbro | Jeremy Linn | Plavání                 | Muži 100 m prsa                          |
| Stříbro | Tom Malchow | Plavání                 | Muži 200 m motýlek                       |
| Stříbro | Eric Namesnik | Plavání                 | Muži 400 m polohový závod                |
| Stříbro | Whitney Hedgepeth | Plavání                 | Ženy 100 m znak                          |
| Stříbro | Whitney Hedgepeth | Plavání                 | Ženy 200 m znak                          |
| Stříbro | Amanda Beard | Plavání                 | Ženy 100 m prsa                          |
| Stříbro | Amanda Beard | Plavání                 | Ženy 200 m prsa                          |
| Stříbro | Allison Wagner | Plavání                 | Ženy 400 m polohový závod                |
| Stříbro | Michael Dodd Mike Whitmarsh | Plážový volejbal        | Muži                                     |
| Stříbro | Brandon Paulson | Zápas                   | Muži řecko-římský do 52 kg               |
| Stříbro | Dennis Hall | Zápas                   | Muži řecko-římský do 57 kg               |
| Stříbro | Matt Ghaffari | Zápas                   | Muži řecko-římský do 130 kg              |
| Stříbro | Townsend Saunders | Zápas                   | Muži volný styl do 68 kg                 |
| Bronz   | Calvin Davis | Atletika                | Muži 400 m překážek                      |
| Bronz   | Joe Greene | Atletika                | Muži skok daleký                         |
| Bronz   | Gwen Torrenceová | Atletika                | Ženy 100 m                               |
| Bronz   | Tonja Bufordová-Baileyová | Atletika                | Ženy 400 m překážek                      |
| Bronz   | Jackie Joynerová-Kerseeová | Atletika                | Ženy skok daleký                         |
| Bronz   | Jeff Weaver Jason Williams Warren Morris Augie Ojeda Jim Parque Travis Lee Braden Looper Brian Loyd Billy Koch Mark Kotsay Matt Lecroy Kip Harkrider A. J. Hinch Jacque Jones Troy Glaus Chad Green Seth Greisinger Chad Allen Kris Benson R. A. Dickey | Baseball                | Turnaj mužů                              |
| Bronz   | Floyd Mayweather, Jr. | Box                     | Muži pérová váha do 57 kg                |
| Bronz   | Terrance Cauthen | Box                     | Muži lehká váha do 60 kg                 |
| Bronz   | Rhoshii Wells | Box                     | Muži váha střední do 75 kg               |
| Bronz   | Antonio Tarver | Box                     | Muži váha polotěžká do 81 kg             |
| Bronz   | Nate Jones | Box                     | Muži váha těžká do 91 kg                 |
| Bronz   | Susan De Mattei | Cyklistika              | Ženy cross-country                       |
| Bronz   | Mark Lenzi | Skoky do vody           | Muži prkno 3 m                           |
| Bronz   | Mary Ellen Clark | Skoky do vody           | Ženy věž 10 m                            |
| Bronz   | Kerry Millikinová | Jezdectví               | Jezdecká všestrannost – jednotlivci      |
| Bronz   | Guenter Seidel Robert Dover Michelle Gibson Steffen Peters | Jezdectví               | Drezura – družstva                       |
| Bronz   | Dominique Dawes | Sportovní gymnastika    | Ženy prostná                             |
| Bronz   | Jimmy Pedro | Judo                    | Muži do 71 kg                            |
| Bronz   | Marc Schneider William Carlucci David Collins Jeff Pfaendtner | Veslování               | Muži čtyřka bez kormidelníka lehkých vah |
| Bronz   | Lance Bade | Sportovní střelba       | Muži trap                                |
| Bronz   | Angel Martino | Plavání                 | Ženy 100 m volný způsob                  |
| Bronz   | Angel Martino | Plavání                 | Ženy 100 m motýlek                       |
| Bronz   | Bruce Baumgartner | Zápas                   | Muži volný styl do 130 kg                |
| Bronz   | Jim Barton Kent Massey Jeff Madrigali | Jachting                | Muži třída Soling                        |
| Bronz   | Courtenay Becker-Day | Jachting                | Ženy třída Europe                        |